# Алуксненський край
Алу́ксненський кра́й (латис. Alūksnes novads) — адміністративно-територіальна одиниця Латвійської Республіки. Розташований у північно-східній частині країни, в історичному регіоні Ліфляндія. Адміністративний центр — Алуксне (Марієнбург). Створений 2009 року. Площа — 1697,6 км². Населення — 13 861 осіб (2021). До складу краю входять 1 місто і 15 волостей.

## Історія
Край створений 2009 року в ході адміністративно-територіальної реформи з частини Алуксненського району. При адміністративній реформі 2021 року не зазнав змін. 

## Адміністративний поділ
- Алсвікська волость
- Алуксне, місто
- Аннінська волость
- Вецлайценська волость
- Зелтіньська волость
- Зіємерська волость
- Ілзенська волость
- Калнцемпська волость
- Лієпнська волость
- Малієнська волость
- Малупська волость
- Маркалнська волость
- Педедзька волость
- Яуналуксненська волость
- Яунаннінська волость
- Яунлайценська волость

## Населення
Національний склад краю за результатами перепису населення Латвії 2011 року.
| Національність | К-сть  | %       |
| -------------- | ------ | ------- |
| Латиші         | 14 374 | 83,68%  |
| Росіяни        | 2198   | 12,80%  |
| Білоруси       | 79     | 0,46%   |
| Українці       | 181    | 1,05%   |
| Поляки         | 39     | 0,23%   |
| Литовці        | 40     | 0,23%   |
| Інші           | 266    | 1,55%   |
| Загалом        | 17 177 | 100,00% |